# Portada/efemèride maig 9
François Faber, quan va guanyar la París-Roubaix
« 8 de maig · 9 de maig · 10 de maig »